# منچ‌هی
منچ‌هِی (به مجاری:  Mencshely) یک شهرداری در مجارستان است که در ناحیه وسپرم واقع شده‌است. منچ‌هی ۱۲٫۶۲ کیلومتر مربع مساحت و ۲۶۰ نفر جمعیت دارد.